# 14664 Вандерфельден
14664 Вандерфельден (14664 Vandervelden) — астероїд головного поясу, відкритий 25 січня 1999 року.
Тіссеранів параметр щодо Юпітера — 3,148.